# 213 (Viña Bus)
El servicio 213 es un recorrido de buses urbanos de la ciudad de Gran Valparaíso. Opera entre el Sector Reñaca Alto en la comuna de Viña Del Mar y el sector Aduana en la comuna de Valparaíso.
Forma parte de la Unidad 2 del sistema de buses urbanos de la ciudad de Gran Valparaíso, siendo operada por la empresa Viña Bus S.A.

## Zonas que sirve
|  | Viña Del Mar |
|  | Valparaíso   |

## Recorrido[1]
| - Viña Del Mar - Calle 16 - Av. Décima - Sol Naciente - Lonquimay - Las Antillas - Lago Puyehue - San Pedro De Atacama - Las Maravillas - Camilo Mori - Juan Francisco González - Claudio Arrau - Las Maravillas - San Pedro De Atacama - Lonquimay - De La Costa - Lago Villarrica - Los Pensamientos - Las Maravillas - Camino Internacional - Av. Alessandri - 15 Norte - San Antonio - Quillota - 1 Norte - Puente Quillota - Quillota - Viana - Av. España - Valparaíso - Av. España - Av. Argentina - Chacabuco - Edwards - Av. Brasil - Blanco - Plaza Aduana | - Valparaíso - Plaza Aduana - Cochrane - Esmeralda - Condell - Edwards - Yungay - Av. Argentina - Av. España - Viña Del Mar - Av. España - Álvarez - Quillota - Av. La Marina - Puente Mercado - 5 Oriente - 6 Oriente - 15 Norte - Av. Alessandri - Rotonda Santa Julia - Camino Internacional - Las Maravillas - Los Pensamientos - El Faro - Mar Del Sur - Lago Villarica - De La Costa - Lonquimay - San Pedro De Atacama - Las Maravillas - Claudio Arrau - Juan Francisco González - Camilo Mori - Las Maravillas - San Pedro De Atacama - Lago Puyehue - Las Antillas - Lonquimay - Sol Naciente - Av. Décima - Calle 16 |